# Şemi Ergin
Şemi Ergin (* 1913 in Gebze; † 18. Januar 1996) war ein türkischer Politiker.

## Werdegang
Ergin studierte Rechtswissenschaften an der Universität Ankara und war anschließend als Rechtsanwalt tätig. Im Mai 1950 wurde er im Wahlkreis Manisa als Abgeordneter in die Große Nationalversammlung gewählt.
Von 28. Juli 1957 bis 19. Januar 1958 war er im Kabinett von Adnan Menderes Minister für Nationale Verteidigung und von 9. Dezember 1959 bis 27. Mai 1960 Verkehrsminister.

## Ehrungen
- 1957: Großkreuz des Verdienstordens der Bundesrepublik Deutschland